# Écologie au centre
Pour les articles homonymes, voir EAC et AEI.
Écologie au centre (ÉAC), appelée Alliance écologiste indépendante (AEI) jusqu'en 2022, est une coalition politique puis un parti politique français.
Créée en 2009, la coalition rassemble les partis écologistes La France en action (LFA) de Jean-Marc Governatori, Génération écologie (GE) de Jean-Noël Debroise et le Mouvement écologiste indépendant (MEI) d’Antoine Waechter.
En 2011, à la suite de la dislocation de la coalition, Jean-Marc Governatori reprend la dénomination de celle-ci pour son parti. Aux élections législatives de 2022, il présente des candidats sous la bannière « L'Écologie au centre », commune avec d'autres partis écologistes ; l'AEI prend cette dernière appellation.
La formation se présente comme positionnée en dehors du clivage droite-gauche et comme un mouvement laïque.

## Historique

### Prélude
En 2004, Jean-Marc Governatori fonde La France d'en bas avec Francine Gomez, ancienne PDG de Waterman. Ce parti politique, dont il devient le président, entend représenter les « 60 millions de Français qui en ont ras le bol de la passivité des pouvoirs publics » et défendre « les handicapés, les petits patrons, l'écologie indépendante et la protection des animaux ». Aux élections européennes de la même année, ses listes obtiennent 1,5 % sur l'ensemble du territoire français. Le parti devient La France en action en mars 2005.

### Coalition politique

#### Lancement
En août 2007, plusieurs personnalités signent un « appel à la formation d'une Alliance écologiste indépendante ».
L'Alliance écologiste indépendante (AEI) est fondée en tant que coalition politique le 13 mars 2009. Elle rassemble trois partis écologistes :
- La France en action (LFA) ;
- Génération écologie (GE) ;
- le Mouvement écologiste indépendant (MEI).

Déclarée à la préfecture de police de Paris le 27 avril 2009, la formation a pour objet de « permettre un dialogue et une concertation permanente entre les organisations membres dans la perspective d'animer une alternative écologiste et la droite et à la gauche ».
Les co-présidents de l’AEI sont les présidents des partis susmentionnés, à savoir Jean-Noël Debroise, président de Génération écologie, Jean-Marc Governatori, président de France en action, et Antoine Waechter, président du Mouvement écologiste indépendant.

#### Élections européennes de 2009
Lors des élections européennes de 2009, cette alliance est notamment en concurrence avec une autre coalition écologiste, Europe Écologie. Cette dernière obtient 16,3 %, contre 3,6 % pour l'AEI. Deux de ses co-présidents sont têtes de liste : Antoine Waechter dans la circonscription Est (4,3 %) et Jean-Marc Governatori dans la circonscription Île-de-France (3 %).

#### Élections régionales de 2010
Aux élections régionales de 2010, l'Alliance écologiste indépendante présente des listes autonomes dans dix régions, avec notamment Jean-Marc Governatori en Île-de-France ou encore Patrice Drevet en Languedoc-Roussillon ; ces listes obtiennent quelque 2 % des suffrages exprimés. Dans cinq régions (Auvergne, Franche-Comté, Basse-Normandie, Pays de la Loire, Picardie et Poitou-Charentes), des listes communes avec le Mouvement démocrate (MoDem) sont constituées. L’AEI s’allie avec le Parti Breton en Bretagne.
En novembre 2009, Antoine Waechter rompt une première fois l'alliance en annonçant que le MEI rejoint la dynamique d'Europe Écologie en Alsace. Deuxième de liste dans le Haut-Rhin, derrière la porte-parole des Verts Djamila Sonzogni, et avec plusieurs places éligibles réservées à son parti en cas de victoire, Antoine Waechter est élu au conseil régional après avoir accepté une fusion avec la liste d’union de la gauche dans l’entre-deux-tours. Le MEI s’allie également avec Europe Écologie dans deux régions (Midi-Pyrénées et Nord-Pas-de-Calais).
En vue du second tour, l'AEI refuse les fusions avec la droite ou la gauche tandis qu'Europe Écologie milite pour des unions à gauche. De plus, certaines personnalités de l'AEI suscitent de fortes réticences chez Les Verts. Une controverse sur la marque « Europe Écologie » oppose également les deux coalitions, notamment en Île-de-France, où Jean-Marc Governatori en revendique la propriété, Les Verts l'antériorité.
Les seuls conseillers régionaux élus sont membres du MEI, en Alsace et en Nord-Pas-de-Calais, dans le cadre de listes communes MEI-Europe Écologie.

#### Disparition
Génération écologie quitte l'Alliance en novembre 2010. Le Mouvement écologiste indépendant fait de même au mois de novembre. La France en action décide alors, le 28 mai 2011, lors des Assises de l'écologie indépendante, de présenter l'Alliance écologiste indépendante comme un parti politique « unifié » dont les secrétaires nationaux élus sont Stéphane Ayrault, Esther Spincer et Jean-Marc Governatori.

### Parti politique

#### Échéances électorales de 2012
En octobre 2010, Jean-Marc Governatori écrit un courrier à Brigitte Bardot pour l'appeler à être candidate à l'élection présidentielle de 2012. Ce courrier est prétendument cosigné avec Antoine Waechter, mais Jean-Marc Governatori reconnaît finalement avoir signé à la place d'Antoine Waechter, qui n'était pas au courant de cette lettre.
Finalement, devenue un parti politique en remplacement de LFA, l'Alliance écologiste indépendante présente Jean-Marc Governatori comme candidat à l’élection présidentielle. Le 28 février 2012, celui-ci se lance dans une grève de la faim « à mi-temps » au pied du siège du Conseil supérieur de l'audiovisuel (CSA) à Paris, pour protester contre l'inégalité d'accès aux médias des « petits candidats ». N'obtenant pas les 500 parrainages, Jean-Marc Governatori ne peut se présenter, et ne donne aucune consigne de vote, ni au premier ni au second tour.
Aux élections législatives de 2012, l'Alliance écologiste indépendante annonce une liste de 548 candidats. L'AEI s'allie alors avec le Collectif des Démocrates Handicapés, la Fédération pour une Démocratie réelle, le Parti fédéraliste, l'Union des gens, Ensemble pour la France, Société nouvelle et République en mouvement pour présenter ces candidats.
Dans une lettre ouverte à Daniel Cohn-Bendit, Jean-Marc Governatori écrit : « Les Verts ne sont pas LES écologistes, mais DES écologistes. […] Tu proposais de créer un vaste mouvement de l’écologie politique dépassant largement le parti des Verts [qui] ont même réussi à faire fuir Nicolas Hulot. »

#### Élections européennes de 2014
En 2014, l'Alliance écologiste indépendante présente à nouveau des candidats pour les élections européennes dans plusieurs des circonscriptions interrégionales.

#### Élections locales de 2015
En décembre 2015, l'Alliance écologiste indépendante, renforcée des représentants en « congés » du MoDem et des mouvements Citoyens, atteint un score inégalé pour cette structure politique en Provence-Alpes-Côte d'Azur, réalisant un score de 4,08 % des suffrages exprimés
Renouvellement des orientations écologistes non-partisanes et citoyennes de l'alliance. Objectifs axés sur la ruralité et une société d'échange et de coopération

#### Élections législatives de 2017
Dans la perspective des législatives de 2017, l'AEI se rassemble avec différentes formations politiques et personnalités citoyennes, écologistes et régionalistes (Parti Breton, Parti lorrain et Parti des Mosellans) au sein du « Label 100 % ». En tant que « co-secrétaire national » de l'AEI, l'alliance co-anime ce label aux côtés de Franck Chauvet, président du think tank « Convergence citoyenne » fondateur de Génération citoyens et ex dirigeant de Nous Citoyens, et de Salima Yenbou, présidente de Démocratie21. Francis Lalanne et Marie-Paule Gay, Convergence citoyenne, maire (SE) d'Aubure, font partie des porte-paroles du label.  
À la suite d'un désaccord de fond Convergence citoyenne et Franck Chauvet quittent le label 100 % quatre mois avant les élections pour rejoindre le groupement citoyen de démocratie réelle La Caisse Claire,.

#### Élections européennes de 2019
En mai 2019, Alliance écologiste indépendante présente une liste commune avec Europe Écologie-Les Verts (EELV). Cette liste obtient 13,47 % des voix aux élections européennes. Caroline Roose et Salima Yenbou de l'AEI sont élues eurodéputées.
En 2021, Caroline Roose quitte l'AEI en mai puis rejoint EELV en octobre. En 2022, Salima Yenbou quitte le groupe Verts/ALE puis rejoint Renaissance après la réélection d'Emmanuel Macron, ce qui ne laisse début 2023 plus aucun élu de la mouvance AEI/EAC en poste au Parlement Européen.

#### Élections municipales de 2020
En mars 2020, AEI présente aux élections municipales des listes communes avec EELV dans une centaine de villes. Des candidats sans étiquette comme Franck Chauvet à Hyères, ayant obtenu le soutien d'autres partis écologistes comme Cap21 de Corinne Lepage, Génération écologie de Delphine Batho ou le Mouvement écologiste indépendant d'Antoine Waechter sont soutenus par l'AEI,.

#### Tentative de fusion avec Cap21 au sein de Cap écologie
Le 18 décembre 2020, les partis Cap21 de Corinne Lepage, Génération écologie de Delphine Batho et l'Alliance écologiste indépendante de Jean-Marc Governatori annoncent la création d'une plateforme de coordination commune et distincte d'Europe Écologie Les Verts. Lors de cette annonce Corinne Lepage insiste sur le fait que la ligne politique de Cap21, GE et l'AEI n'est « pas du tout sur une ligne d'accord avec La France insoumise, ce qui est parfois très ambigu pour EELV dans certaines parties du territoire. » Les ex-ministres de l'environnement ont aussi marqué leur différence sur la laïcité : « Ainsi sur la laïcité nous défendons les lois de 2004 [restreignant le port de signes religieux à l'école] et de 2010 [contre la dissimulation du visage dans l'espace public], il n'y a aucune ambiguïté de notre part et il nous semblait utile de montrer qu'il y a au sein du Pôle écologiste une écologie pragmatique et républicaine,,. »
Le 27 février 2021, Cap21 et l’AEI annoncent fusionner afin de fonder Cap écologie,. La fusion administrative des deux entités n'a pas lieu et, en octobre 2021, Cap écologie arrête de communiquer en tant que tel et les deux partis recommencent à communiquer séparément. 

#### Élections régionales de 2021
Pourtant officiellement membre du Pôle écologiste (coalition formée avec EELV, Générations.s, Génération Écologie et le Mouvement des progressistes), CAP21 et l'AEI adoptent une stratégie d'alliance à géométrie variable selon les régions. Alors qu'ils sont en coalition avec le Pôle écologiste dans plusieurs régions, ils choisissent de rejoindre la liste du Parti socialiste et du Parti communiste par Najat Vallaud-Belkacem en région Auvergne-Rhône-Alpes. En région Provence-Alpes-Côte d'Azur, Jean-Marc Governatori annonce dans un premier temps soutenir la liste conduite par l'écologiste Jean-Laurent Félizia, tête de liste EELV. Lorsque celui-ci conclut une alliance avec le Parti socialiste et le parti communiste, Jean-Marc Governatori annonce qu'il mènera sa propre liste.
En désaccord avec la décision de Jean-Marc Governatori en PACA, Caroline Roose, élue députée européenne en 2019, décide alors de quitter l'AEI et Cap Écologie. Elle annonce avoir rejoint EELV en septembre 2021. 

#### Élection présidentielle de 2022
En juillet 2021, Jean-Marc Governatori annonce sa candidature à la primaire écologiste. À la suite de l'exclusion de Cap21 du pôle écologiste, il ne dispose plus des parrainages nécessaires pour se présenter. Il conteste cette décision et obtient de la justice le droit de se présenter à la primaire écologiste. Il obtient finalement 2501 voix, soit 2,3% des sufrages exprimés. 
Jean-Marc Governatori ne reconnaît pas le résultat, le jugeant anormalement bas. Il assigne en justice l'association Union pour l'écologie en 2022, affirmant que le « scrutin n'a pas été régulier et son résultat est fortement sujet à caution ». Il met en cause « l'opposition et l'obstruction systématiques à sa candidature, puis à sa campagne » ainsi que les « faiblesses de la sécurité et de la fiabilité du système de vote par internet ». 
En janvier 2022, il annonce maintenir sa candidature à l'élection présidentielle mais n'obtient aucun des 500 parrainages nécessaires pour se présenter. 
En mars 2022, Salima Yenbou, députée européenne AEI, annonce qu'elle soutiendra Emmanuel Macron à l'élection présidentielle de 2022 et qu'en conséquence, elle quitte le groupe des Verts-ALE au Parlement européen pour rejoindre le groupe Renew Europe,.
En 2022, l'AEI devient « Écologie au centre » et participe en février à un « appel des écologistes réformistes » à destination des candidats à l'élection présidentielle, aux côtés de Planète verte et de l'Union des centristes et des écologistes.

#### Élections législatives de 2022
Le 24 mai 2022, Jean-Marc Governatori aux côtés de Corinne Lepage, Chantal Cutajar (Cap21-Le Rassemblement Citoyen), François Bechieau (Mouvement des progressistes), Swantje Tomalak (Génération Animal) et Christophe Rossignol (Liberté Écologie Fraternité) annoncent la création d'une alliance de partis écologistes ne se revendiquant ni de gauche, ni de droite, et opposés aux accords conclus entre Europe Écologie Les Verts et La France insoumise lors de la création de la Nouvelle Union populaire écologique et sociale (NUPES).
Cette coalition présente ainsi 250 candidats communs aux élections législatives de 2022 et comprend notamment les formations politiques suivantes : Cap21, l'Écologie au centre, le Mouvement des progressistes, Génération animal, Liberté Écologie Fraternité, l'Écologie autrement, ainsi que des membres d'EELV et de Génération.s opposés à la NUPES. Le rassemblement soutient également d'autres candidats pour un total de 400 candidats écologistes hors NUPES selon Jean-Marc Governatori.
Lors des élections législatives, cette coalition ne porte pas de label national commun, cependant le clip officiel de campagne dans lequel interviennent Corinne Lepage, Swantje Tomalak et Jean-Marc Governatori est présenté sous la bannière "Écologie au centre".
Un label commun est, selon Corinne Lepage, prévu lors d'une deuxième phase de construction de ce rassemblement,,,.

#### Élections européennes de 2024
Aux élections européennes du 9 juin 2024, Écologie au centre obtient 1,24 % des suffrages et aucun siège.

## Personnalités
Parmi les personnalités qui ont participé à l'AEI figurent :
- Antoine Waechter, Jean-Marc Governatori et Jean-Noël Debroise, co-présidents de la coalition jusqu'en 2012 ;
- Esther Spincer, secrétaire nationale du parti en 2011[53] ;
- le chanteur Francis Lalanne, tête de liste dans la circonscription Sud-Est lors des élections européennes de 2009 ;
- le journaliste Patrice Drevet, tête de liste dans la circonscription Sud-Ouest aux élections européennes de 2009 ;
- Albert Jacquard, biologiste, généticien, ingénieur et essayiste français, soutien de 2012 à sa mort.
- Marc Menant, journaliste et écrivain, porte-parole national du parti en 2011.

## Identité visuelle

Avant 2021.